# Campagne de Coro
Batailles
- Aguanegra (es)
- Pedregal
- Aribanaches
- Coro (es)
- Sabaneta (es)
- Guedequis

La Campagne de Coro est une campagne militaire entreprise par les forces loyales à la Junte suprême de Caracas contre la ville de Coro, qui ne reconnait pas la légalité de la Junte de Caracas comme régente de la Capitainerie générale du Venezuela en l'absence du Roi et qui à la place reconnait la Junte de Cádiz.

## Contexte
En 1808 la Capitainerie générale avait une garnison de 10 000 hommes, dont un cinquième sont des péninsulaires. On ignore combien rejoignent la révolte. 
Plus de la moitié se concentre à Caracas, La Guaira, Valencia, les vallées de l'Aragua, Puerto Cabello et San Carlos, laissant les provinces de Barinas, Guayana et Maracaibo très dégarnies.

## Déroulement
L'expédition organisée à Caracas est commandée par le brigadier Francisco Rodríguez del Toro (es) et compte environ 4 200 miliciens. L'expédition arrive le 1er novembre à Siquisique (à la limite des deux camps) et pénètre les terres corianas en 3 colonnes : une comprenant 1 200 troupes en avant-garde sous le commandement du colonel Luis Santinelli, une deuxième composée de 1 400 fantassins dirigés par Miguel Uztáriz et 6 canons opérés par Diego Jalón (es) et la troisième consistant en une arrière garde de 1 600 cavaliers et fantassins commandés par Tomás Montilla. Le 22 des renforts rejoignent la troupe à Sabaneta, la portant à près de 4 300 soldats. 
Les royalistes sont commandés par les brigadiers Ceballos et Miyares, respectivement gouverneurs de Coro et Maracaibo. 
Les forces caraqueñas sont victorieuses des corianos à Aguanegra, Pedregal, Aribanaches et le 28 novembre attaquent Coro. L'assaut progresse de façon positive pour les caraqueños jusqu'à ce qu'ils apprennent que s'approchent des troupes de Maracaibo venues renforcer les corianos. Menacé de capture, Rodríguez del Toro se retire.